# Александр Малинов
Александр Павлов Малинов (болг. Александър Павлов Малинов; 3 травня 1867 — 20 березня 1938) — болгарський політичний діяч, лідер Демократичної партії. Голова уряду країни у 1908–1911, 1918 та 1931 роках. З його іменем пов'язано проголошення незалежності Болгарії.

## Біографія
Народився у болгарському селі Пандаклій (сучасна Оріхівка (Болградський район)) у Бессарабії. Навчався у Південнослов'янському пансіоні в Миколаєві.
Після здобуття 1891 року юридичної освіти в Києві Малинов виїхав до Болгарії. Там він працював адвокатом, прокурором, суддею у Пловдиві. Став активним діячем Демократичної партії та після смерті Петко Каравелова очолив партію. За часів прем'єрства Малинова було проголошено незалежність Болгарії (22 вересня 1908) — було відкинуто васальну залежність від Османської імперії, а Болгарія оголошувалась царством.
Наприкінці Першої світової війни Александр Малинов очолював два коаліційних уряди, які уклали Салоницьке перемир'я та придушили Владайське повстання.
За часів урядування Александра Стамболійського був ув'язнений (1922) разом з іншими лідерами опозиції. Після перевороту 9 червня був звільнений та увійшов до складу новоствореного Демократичного союзу, проте 1924 року залишив його та перейшов до опозиції.
Як лідер Демократичної партії став одним з ініціаторів створення коаліції Народного блоку, який виграв вибори 1931 року.
Александр Малинов помер 1938 року під час передвиборчої кампанії.

## Вшанування пам'яті
Вулиця Малинова у селі Оріхівка